# Máy đo khảo sát

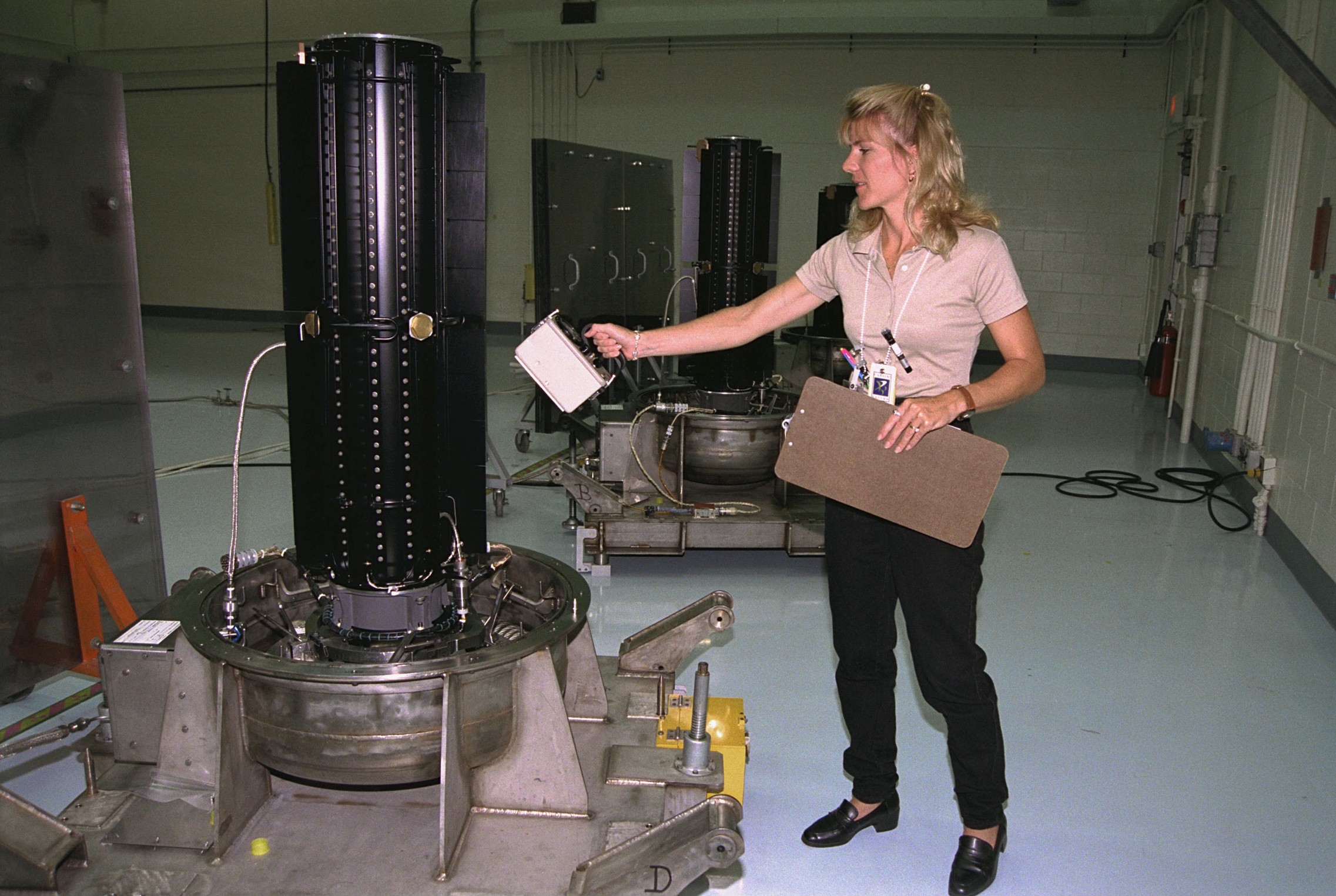
Máy đo cầm tay loại buồng ion khi khảo sát môi trường.

Máy đo khảo sát nói chung là máy đo lường có thể sử dụng trong điều kiện di chuyển để khảo sát những đặc trưng nào đó của môi trường. Nó gồm loại các máy đo có thể làm việc khi di chuyển, và loại phải dừng lại tại điểm đo để đo đạc .
Trong an toàn bức xạ thì máy đo khảo sát là những máy đo bức xạ xách tay và những dụng cụ đo lường được sử dụng để kiểm tra nhân viên, thiết bị và phương tiện nhiễm bẩn phóng xạ hoặc để đo các trường bức xạ ion ngoại vi hoặc xung quanh, để đánh giá nguy cơ tiếp xúc trực tiếp. Máy đo cầm tay là thiết bị đo phóng xạ quen thuộc nhất cho xã hội nhờ khả năng dễ sử dụng rộng rãi và dễ nhìn thấy.